# Comunidade Intermunicipal da Região de Leiria

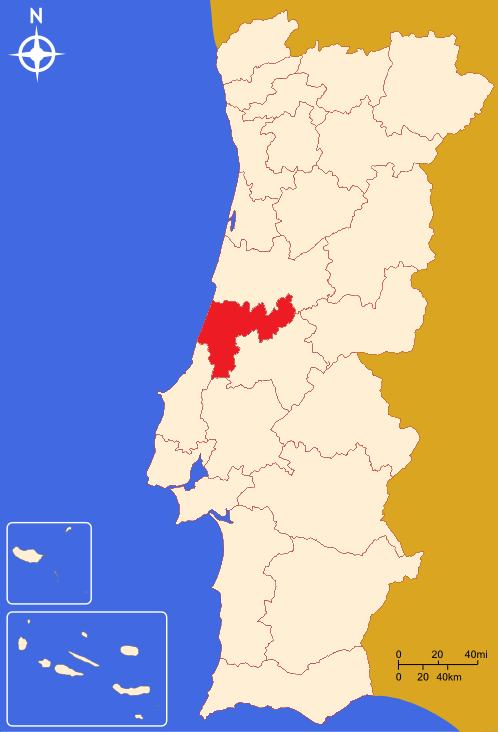
Comunidade intermunicipal da Região de Leiria.

A Comunidade Intermunicipal da Região de Leiria, também designada por CIMRL, é uma comunidade intermunicipal (CIM) de Portugal. É composta por 10 municípios. A área geográfica corresponde à NUTS III da Região de Leiria.

## Municípios
| Município           | Área (em km²) | População (censo de 2011) |
| ------------------- | ------------- | ------------------------- |
| Alvaiázere          | 160,5         | 7.287                     |
| Ansião              | 176,1         | 13.128                    |
| Batalha             | 103,4         | 15.805                    |
| Castanheira de Pera | 66,8          | 3.191                     |
| Figueiró dos Vinhos | 173,4         | 6.169                     |
| Leiria              | 565,1         | 126.897                   |
| Marinha Grande      | 187,3         | 36.681                    |
| Pedrógão Grande     | 128,7         | 3.915                     |
| Pombal              | 626,1         | 55.217                    |
| Porto de Mós        | 261,8         | 24.342                    |
| Total               | 2449,2        | 294.632                   |

Tem a sua sede na cidade de Leiria.

Limita a Norte com a Região de Coimbra, a Sudeste com o Comunidade Intermunicipal do Médio Tejo e a Sul com a  Comunidade Intermunicipal do Oeste e Comunidade Intermunicipal da Lezíria do Tejo.